# Brit Air
Cet article concerne une compagnie aérienne. Pour le voilier, voir Brit Air (IMOCA).
Pour les articles homonymes, voir BZH et Brit (homonymie).
Brit Air (code AITA : DB ; code OACI : BZH) est une compagnie aérienne régionale française créée le 26 juillet 1973, filiale d'Air France. Brit Air possédait la certification IOSA de l'IATA. Brit Air, Airlinair et Régional ont fusionné au sein de la compagnie Hop ! Air France le 31 mars 2013.

## Histoire

Ancien et premier logo de la compagnie Brit Air

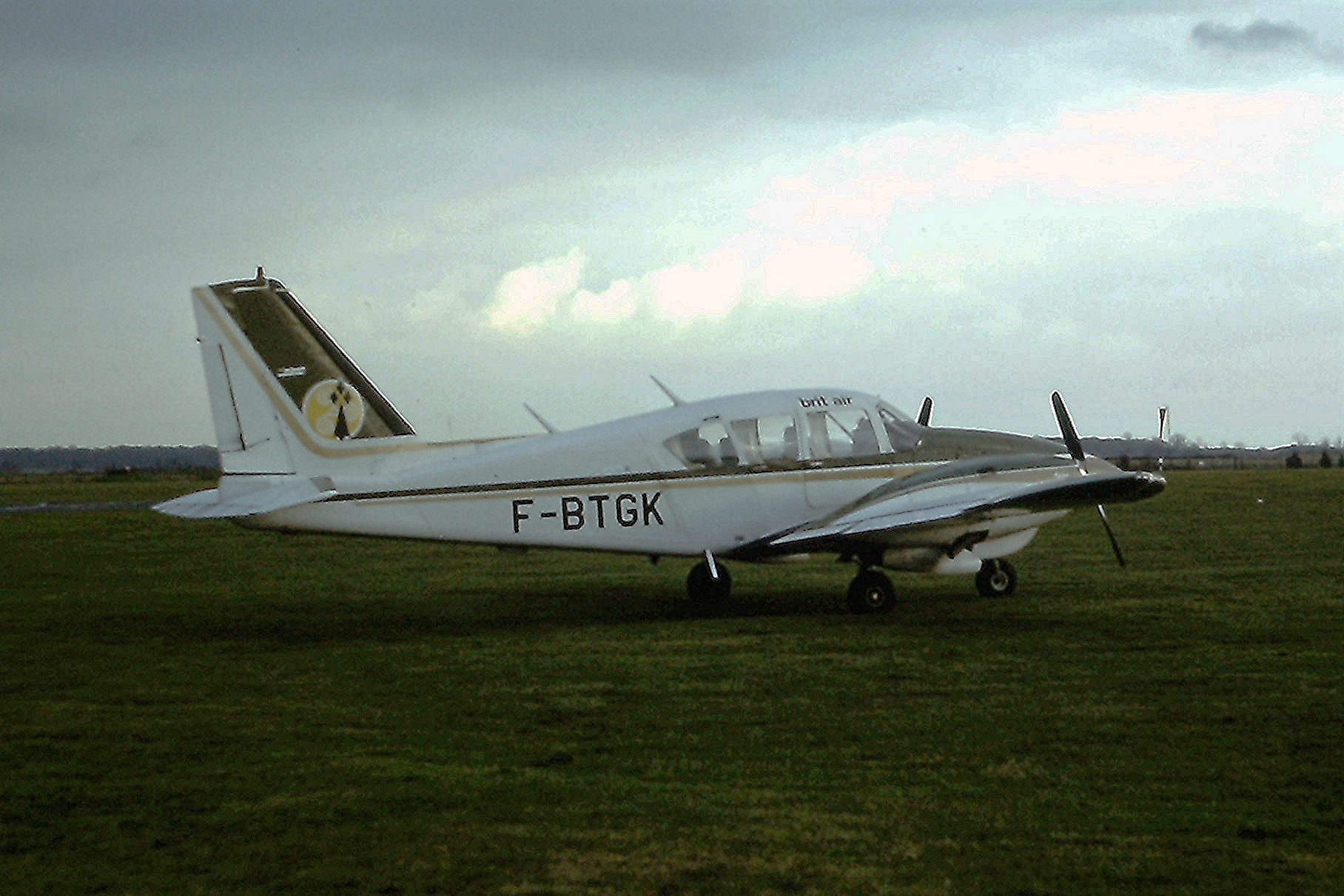
Le Piper Aztec de Brit-Air F-BTGK à Coventry en février 1980

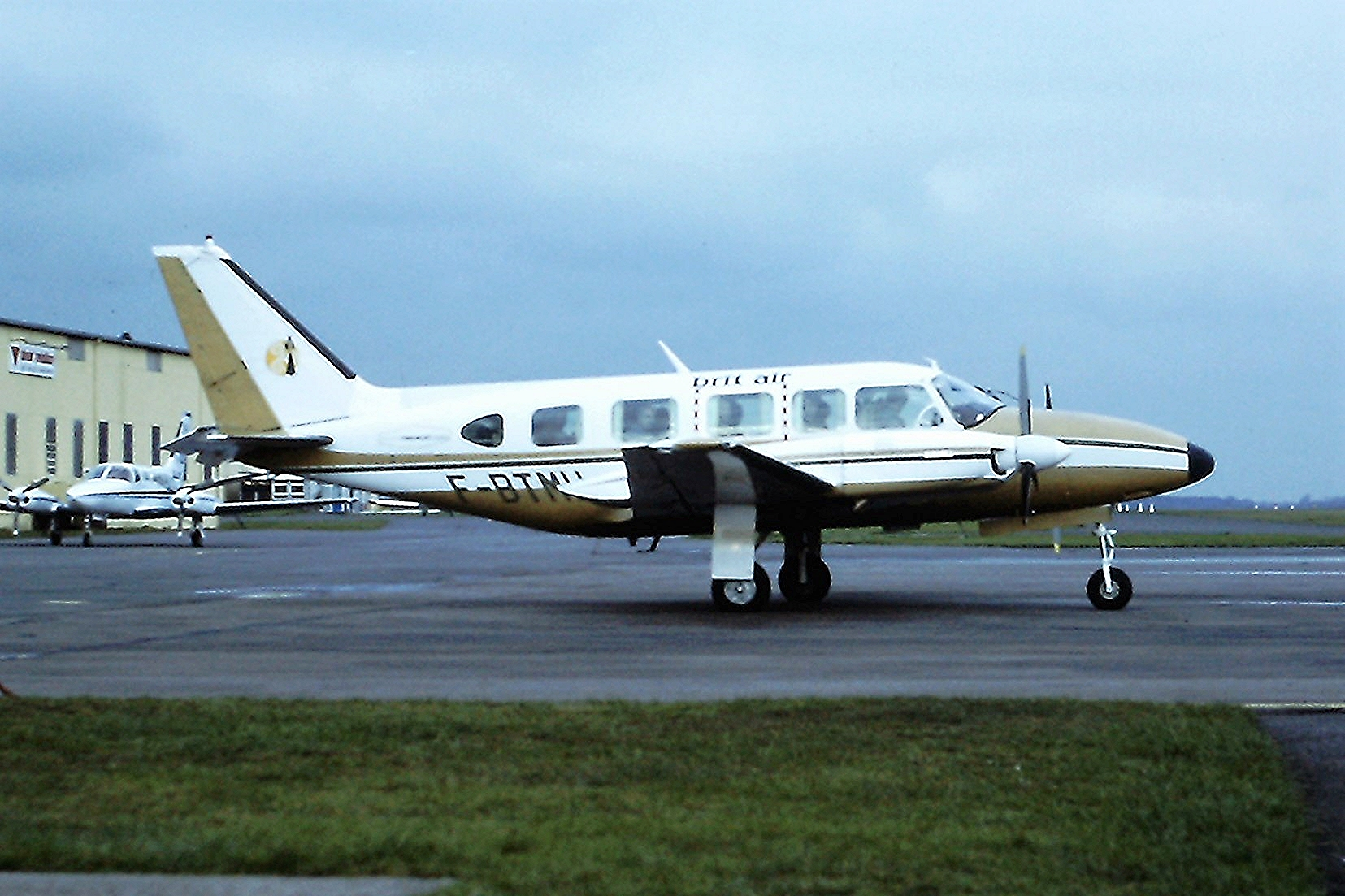
Le Piper Navajo de Brit-Air F-BTMU à Coventry en mars 1980

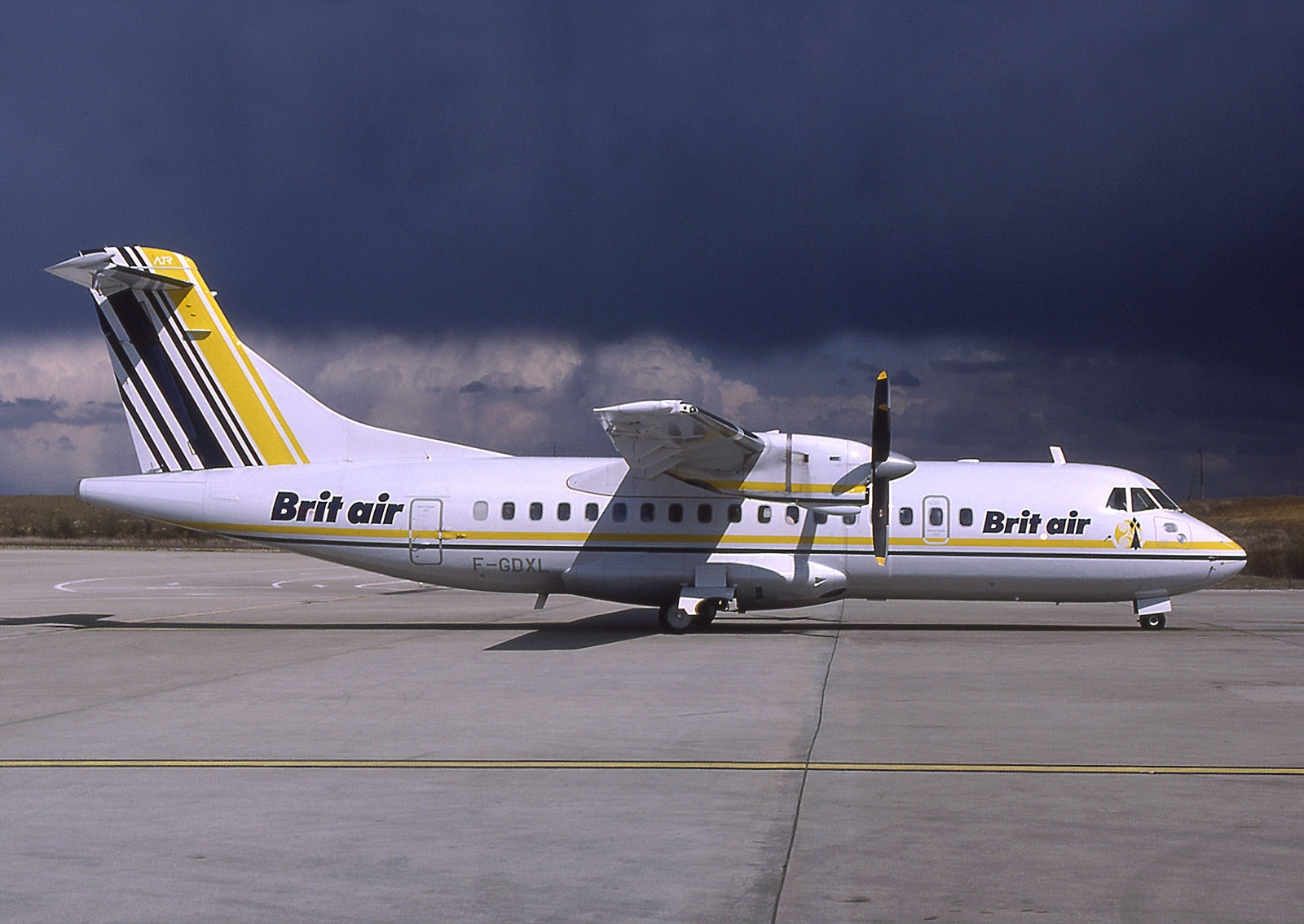
ATR-42-300 F-GDXL de Brit_Air à Paris-CDG en 1986

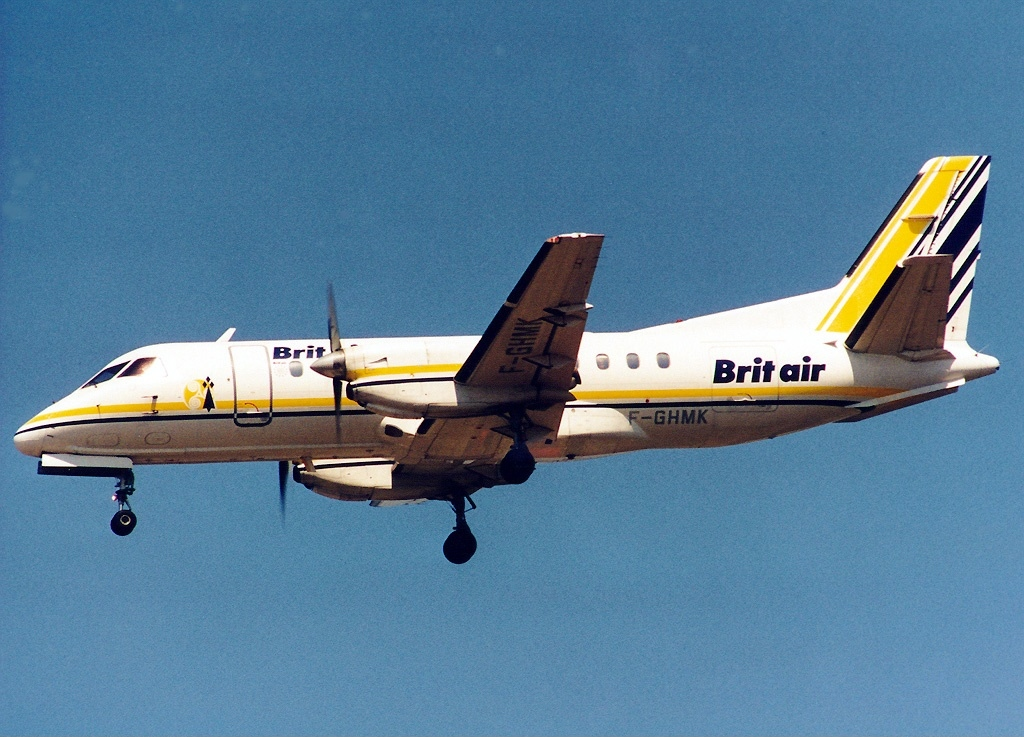
Saab 340A F-GHMK de Brit_Air à Londres - Gatwick en 1996

En 1973, Xavier Leclercq, l’un des responsables de la Chambre de commerce et d’industrie de Morlaix, crée Brittany Air International, sous la marque commerciale Brit Air, une petite entreprise d’avions taxis dont la vocation initiale est le transport aérien d'affaires pour désenclaver l'Ouest de la Bretagne avec un service d'avions à la demande, à l'aide de deux Piper PA-23 Aztec de 5 places dont le F-BUUJ, premier de la flotte. 
Brittany Air International, car Xavier Leclercq veut donner à sa compagnie les mêmes initiales que la compagnie maritime « Bretagne Angleterre Irlande » créée un an plus tôt et plus connue sous son nom commercial de Brittany Ferries. Et de fait, les deux initiatives relèvent de la même ambition à savoir « prendre en main le destin économique de la Bretagne, sans rien attendre de Paris ».
Les actionnaires de Brit Air sont la coopérative agricole Sica de Saint-Pol-de-Léon, la compagnie bretonne de l’artichaut (CBA) et une poignée d’autres PME. 
En 1978, Brit Air fait l'acquisition et la mise en exploitation de 3 nouveaux appareils : 1 Piper Cheyenne de 7 places, 1 Piper Navajo Chieftain de 9 places puis 1 Bandeirante de 18 places.
Les minuscules avions taxis servent essentiellement aux entrepreneurs locaux qui font des affaires à Londres.
En 1979, Brit Air entre dans le transport aérien régional régulier avec l'ouverture de 5 lignes au départ de Rennes, Morlaix, Quimper, Le Havre et Caen vers Londres. Ils font l'achat de 2 nouveaux Bandeirante cette même année.
En 1983, Brit Air obtient un accord d'affrètement avec la compagnie Air Inter  qui lui octroie les liaisons Rennes/Paris et Quimper/Paris. 
La flotte est composée de 2 Piper Aztec, 2 Piper Cheyenne, 4 Bandeirante 110 et 2 Fokker 27
En 1986, Brit air met des accords similaires à ceux signés en 1983 (Air Inter) avec Air France. Brit Air achète et prend livraison de 2 ATR 42 de 46 et 50 places affrétés par Air France.
En 1989, Brit Air prolonge ses accords d’affrètement avec Air Inter. Les Fokker 27 sont remplacés par de nouveaux ATR 42. La flotte se compose de 6 ATR 42, 6 Saab 340, 4 Embraer 110 Bandeirante, 2 Beechcraft King Air 200, 1 Piper Cheyenne. La compagnie annonce la commande d'ATR 42.
En 1991, la création à Morlaix d'un centre de formation aéronautique (ICARE), réservé à la formation du personnel navigant et acquisition d'un simulateur de vol ATR 42/72. La flotte est alors composée de 10 ATR 42, 2 ATR 72, 6 Saab 340, 2 Embraer 110 Bandeirante, 2 Beech King Air 200, 1 Piper Cheyenne.
En 1995, la flotte est de 2 ATR-72, 14 ATR-42 et 6 SAAB SF-340.
En 1995, Brit Air fait l'acquisition de 4 Canadair Régional Jet (CRJ 100). Brit Air est élu cette année-là :
- « Compagnie européenne de l'année » par l'Association Européenne des Compagnies Régionales ;
- « Compagnie régionale mondiale de l'année » par la revue américaine Air Transport World.

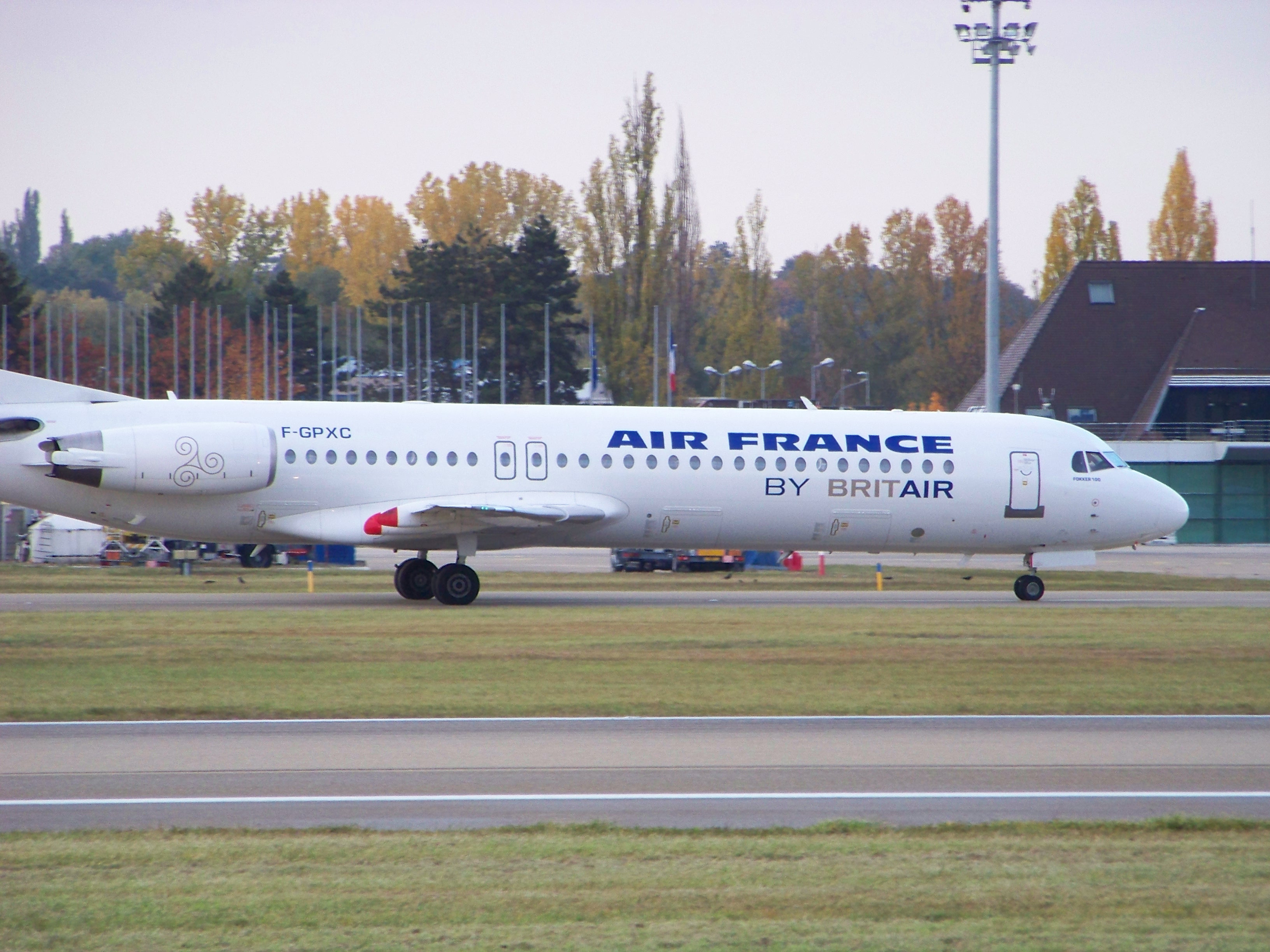
Un Fokker F100 de Brit Air en 2009, sur le tarmac de l'aéroport de Strasbourg

En 1997, un contrat de franchise aérienne avec Air France portant sur la totalité des lignes opérées par Brit Air est mis en œuvre. Le réseau passe de 22 à 33 lignes régulières. La flotte est composée de 9 CRJ 100, 10 ATR 42, 2 ATR 72. ICARE acquiert un deuxième simulateur de vol (CRJ 100)
En 1998, Brit Air entre au Second Marché de la Bourse de Paris. La flotte compte 16 CRJ 100, 4 Fokker F100, 9 ATR 42, 2 ATR 72.
Le 30 mars 1998, Brit Air entre au capital de la compagnie aérienne Chalair basée sur l'aéroport de Caen pour se retirer le 30 août 2001. 
En 2000, Air France devient actionnaire majoritaire de Brit Air. ICARE commande le troisième simulateur de vol pour les CRJ 100/200/700. Construction à Morlaix d'un nouveau siège social. Les deux tiers des avions de la flotte sont des jets : 19 CRJ 100, 5 Fokker F100, 9 ATR 42 et 2 ATR 72.
En 2001, Brit Air est le client de lancement pour Bombardier, Brit Air met en ligne le premier CRJ-700 au monde (un bi réacteur de 72 places). La flotte se compose alors de 20 CRJ-100, 2 CRJ 700, 7 Fokker F100, 7 ATR 42 et 2 ATR 72.
En 2002, Marc Lamidey est nommé Président de la compagnie. 
En 2003, Brit Air fête ses 30 ans, la compagnie compte 1200 salariés et la flotte 37 appareils, tous des jets. Elle opère 33 lignes régulières.
Le 22 juin 2003 le vol Brit Air de Nantes à Brest s'est écrasé à 2,3 miles de l'aéroport de Brest Bretagne (à 0,3 mile à gauche de l'axe de la piste). Le commandant de bord fut la seule victime.

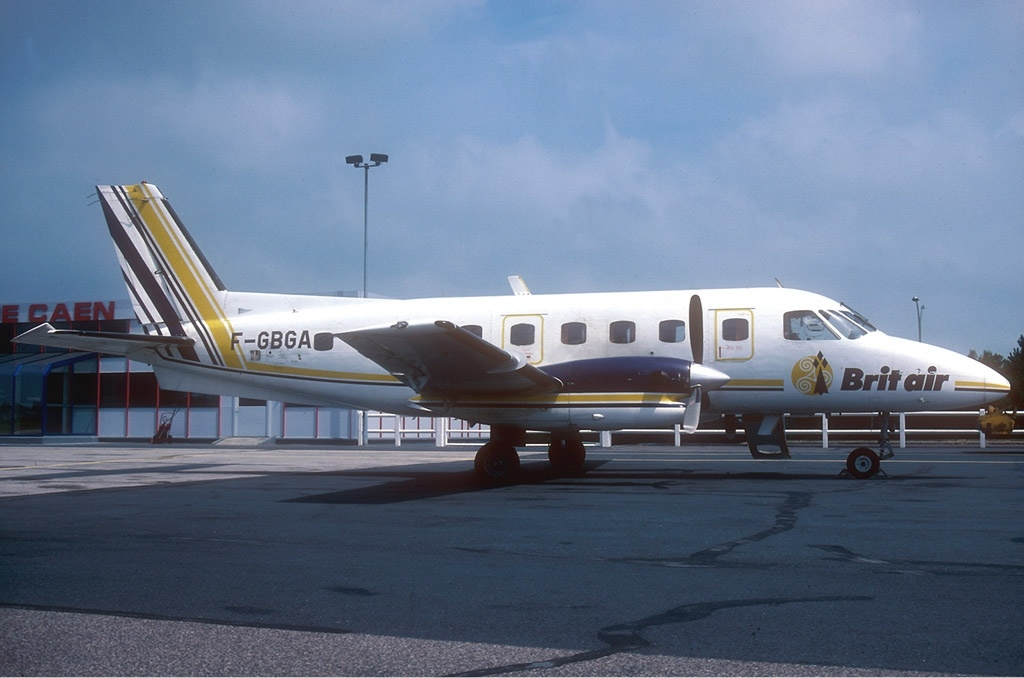
Embraer EMB-110 de Brit Air en juin 1988

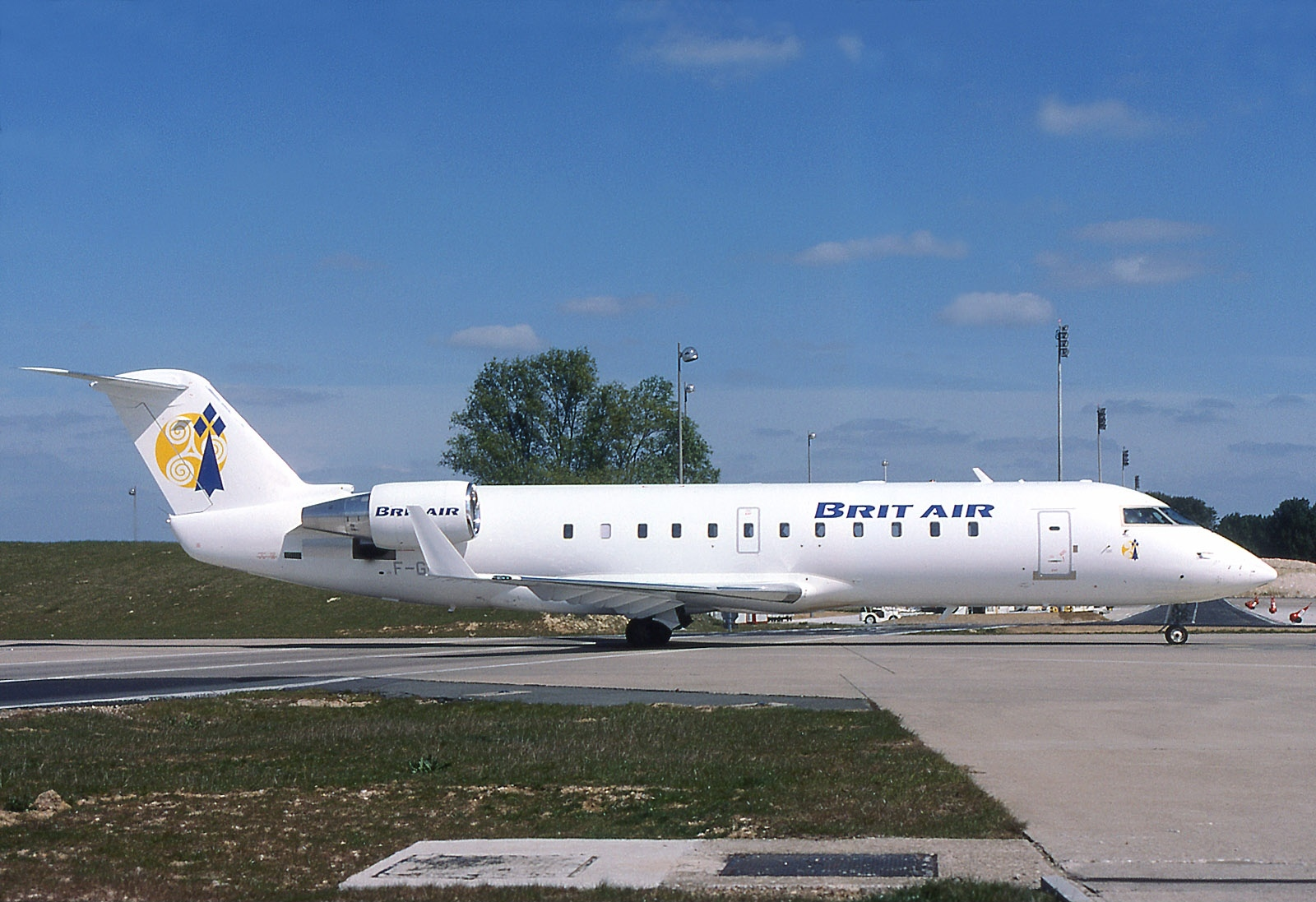
Canadair Regional Jet CRJ-100ER F-GRJH Brit Air en 1997

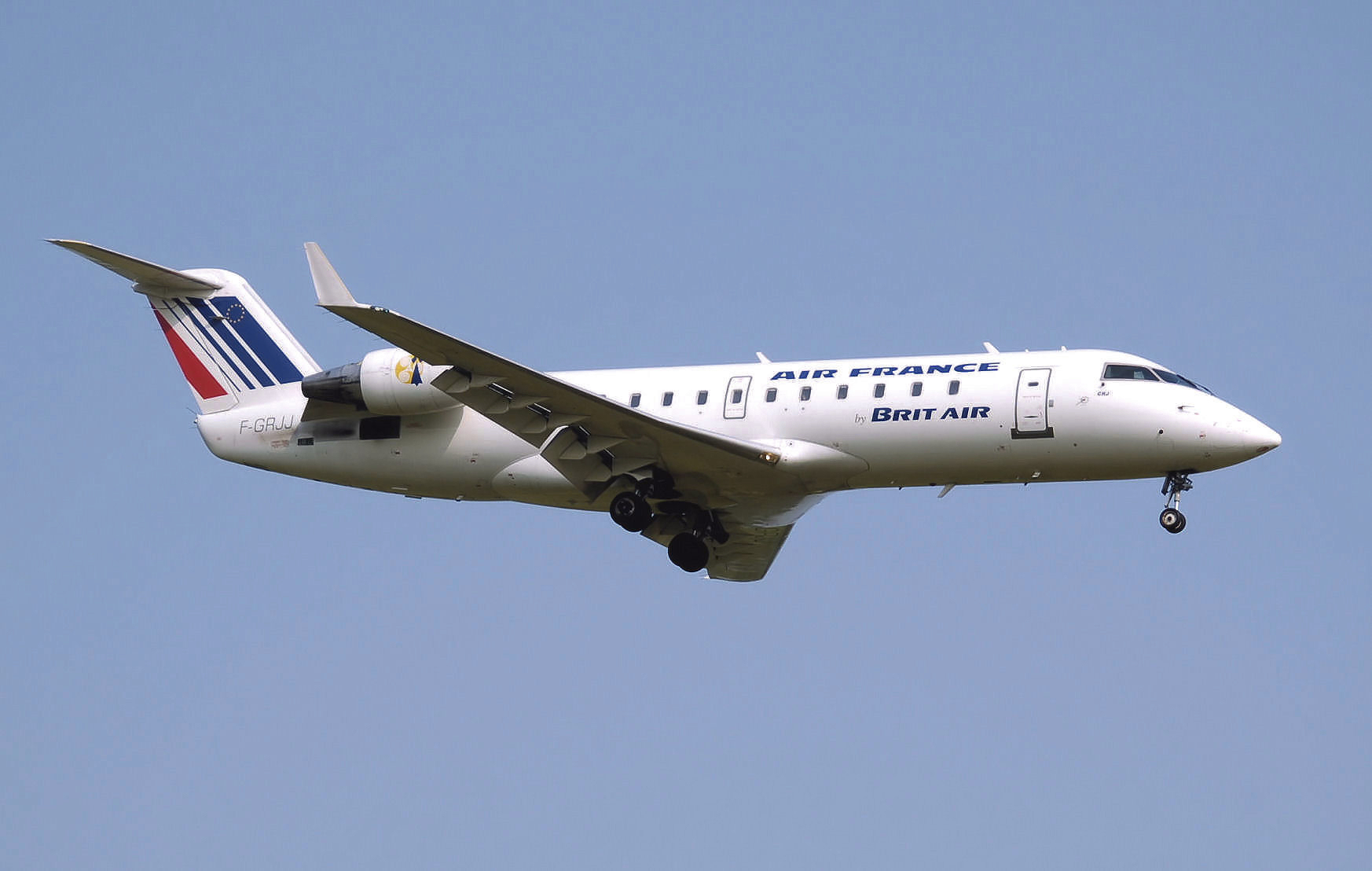
Canadair Regional Jet CRJ-100

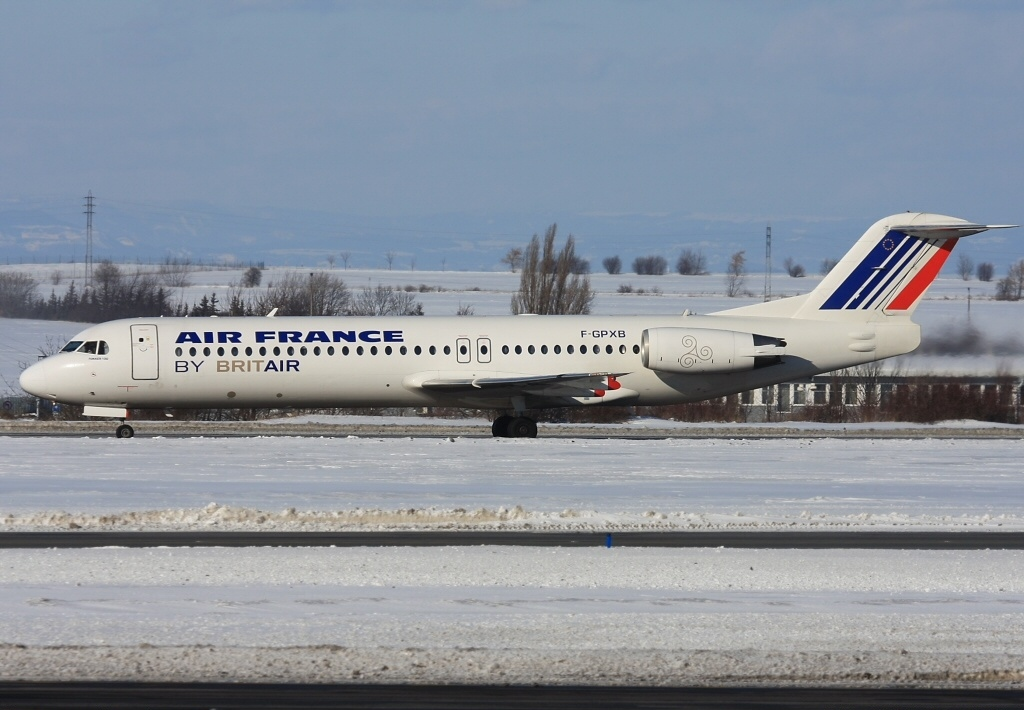
Fokker 100 F-GPXB de Brit Air à Prague en 2010

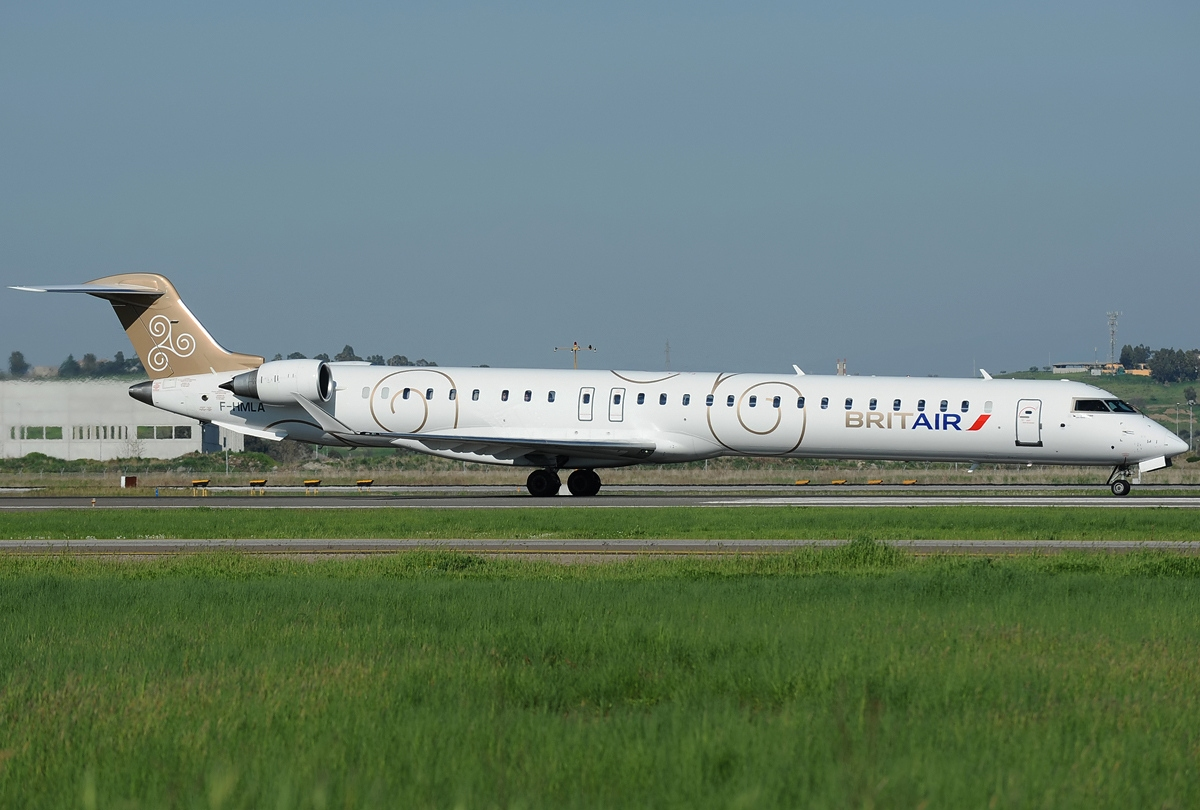
Bombardier CRJ-1000NextGen F-HMLA de Brit_Air à Rome en 2011

En 2007 Brit Air reçoit 2 nouveaux CRJ 700 et restitue 2 CRJ 100.
Mars 2007 la compagnie change de couleur et se fait un nouveau site aux nouvelles couleurs de la compagnie.
Brit Air vient de passer commande de 8 Bombardier CRJ-1000 de 100 places, assortie de 8 options, pour remplacer ses Fokker F100. Le premier devait être livré début 2010 et le sera vraisemblablement entre août 2010 et février 2011, à la suite des retards d'essais en vol de l'appareil.
Octobre 2008 : La compagnie a levé ses options sur le CRJ1000, ce qui porte à 14 le nombre de CRJ1000 commandés par Brit'air . (Source Brit Air)
Avril 2010 : La compagnie a reçu 2 CRJ 900 remplaçant 2 Fokker F100 qui ont quitté la flotte.
15 décembre 2010 : Le premier Bombardier CRJ-1000 de la flotte Brit Air est livré. Brit Air est, comme pour le CRJ700, la compagnie de lancement du CRJ1000. À noter que le premier appareil (F-HMLA) est le seul à porter une livrée bretonne. Les suivants sont aux couleurs d'Air France.
Le 20 octobre 2011, le dernier Fokker 100 en exploitation chez Brit Air a effectué son ultime vol commercial entre Clermont-Ferrand et Paris Orly.
Le 31 mars 2013, Brit Air et les autres compagnies régionales Airlinair et Régional ont été regroupées au sein de HOP !, le nouveau pôle court et moyen courrier d'Air France.
En juillet 2015, Air France-KLM annonce l'officialisation de son regroupement pour 2017 des marques Brit Air, Régional et Airlinair sous la marque Hop !, après avoir déjà regroupé juridiquement ses structures sous la société éponyme, permettant de réduire ses coûts et ses pertes via une suppression de 245 postes.
Le triskell et l’hermine disparaissent définitivement des empennages en 2016.

## Brit Air dessert en France
- Brest Bretagne
- Bordeaux - Mérignac
- Caen - Carpiquet
- Clermont-Ferrand Auvergne
- Limoges-Bellegarde
- Lorient Bretagne Sud
- Lyon-Saint-Exupéry
- Montpellier-Méditerranée
- Bâle-Mulhouse-Fribourg
- Nantes Atlantique
- Nice-Côte d'Azur
- Paris-Orly
- Paris-Charles de Gaulle
- Pau-Uzein
- Perpignan-Rivesaltes
- Quimper Cornouaille
- Rennes - Saint-Jacques
- Rodez-Marcillac
- Strasbourg Entzheim
- Tarbes-Lourdes-Pyrénées
- Toulon-Hyères
- Toulouse-Blagnac

## Brit Air à l'étranger
- Amsterdam (Pays-Bas)
- Barcelone (Espagne)
- Bilbao (Espagne)
- Birmingham (Angleterre)
- Budapest (Hongrie)
- Düsseldorf (Allemagne)
- Gênes (Italie)
- Hambourg (Allemagne)
- Pise (Italie)
- Prague (République tchèque)
- Rome (Italie)
- Tunis (Tunisie)
- Zagreb (Croatie)

## Flotte
La flotte de Britair est composée, en 2012, de 27 appareils :
- 13 Bombardier CRJ-700 (72 sièges)
- 14 Bombardier CRJ-1000 (100 sièges)

### Historique de la flotte
-1973 : 2 Piper-Aztec PA-23-250. Le premier fut le F-BUUJ, et le F-BUTF puis un Piper PA-31 immatriculé F-BTMU. Il y aura quelques années plus tard, le Piper 23 Aztec F-BTGK.
-1975 : achat d'un Robin HR-100/210 Safari immatriculé F-BXRL.
-1979 : achat de Bandeirantes, aussi appelé Embraer EMB 110 avions brésiliens de 18 places.
-1983 : mise en service de 2 Fokker 27 de 50 places)
-1986 : mise en ligne d'ATR 42.
-1989 : La flotte se compose de 17 appareils dont 6 ATR 42, 6 SAAB 340. Les fokker 27 sont remplacés par des ATR 42 et BRIT AIR annonce la commande d'ATR 72. 
-1995 : mise en ligne des premiers jets Canadair Regional Jet 100 (CRJ 100), de la compagnie. 4 en seront livrés dans l'année.
-1997 : La flotte est composée de 10 ATR 42, 2 ATR 72 et 12 CRJ 100.
-1998 : La compagnie met en ligne 5 Fokker 100 de 100 places.
-2010 : Fin 2010, la compagnie reçoit le premier des 14 CRJ1000 commandés.
-2011 : janvier 2011, les deuxièmes et troisièmes exemplaires du CRJ 1000 (code abrégé: CRK) sont livrés.
-2015 : livraison d'un CRJ 1000 en février

## Situation en 2008
- Nombre d'employés : 1 300 (1272 en 2006), 1205 pour la compagnie aérienne, 45 pour Icare (formation aéronautique) et 50 pour Lyon Maintenance (entretien léger des avions basé à Lyon St Exupery)
- Chiffre d'affaires : 483,7 millions d'euros
- Bénéfice net : 5,3 Millions d'euros
- Passagers transportés : 4 millions
- 300 vols par jour
- 36 destinations